# Wiborgia tenuifolia
Wiborgia tenuifolia är en ärtväxtart som beskrevs av Ernst Meyer. Wiborgia tenuifolia ingår i släktet Wiborgia och familjen ärtväxter. Inga underarter finns listade i Catalogue of Life.